# Leucophysalis savatieri
Leucophysalis savatieri là loài thực vật có hoa trong họ Cà. Loài này được (Makino) Averett mô tả khoa học đầu tiên năm 1977.